# Jens Jacobs
Jens Jacobs (Maasbree, 19 november 2003) is een Nederlandse voetballer die doorgaans speelt als rechtsback.

## Clubcarrière
Jacobs speelde zes jaar bij de plaatselijke amateurclub MVC '19 alvorens hij in december 2014 de overstap maakte naar VVV-Venlo, waar hij de jeugdopleiding doorliep. Tijdens de voorbereiding van het seizoen 2022/23 liet trainer Rick Kruys hem aansluiten bij de selectie van het eerste elftal. Daar maakte Jacobs zijn competitiedebuut tijdens het met 3-0 gewonnen openingsduel tegen Almere City op 5 augustus 2022, als invaller in de 85e minuut in het veld voor Richard Sedláček. In de eerstvolgende thuiswedstrijd, thuis tegen PEC Zwolle, eiste de verdediger een negatieve hoofdrol op zich. Hij verving vroeg in de wedstrijd de geblesseerde Sem Dirks, veroorzaakte niet veel later een penalty bij een 0-0 stand en kreeg na ruim een halfuur zijn tweede gele kaart en dus rood. VVV moest met 10 spelers verder en verloor de wedstrijd uiteindelijk met 0-4. In oktober 2022 werd de voormalige jeugdspeler samen met Luuk Vosselman officieel toegevoegd aan de selectie van de hoofdmacht. Mede door blessureleed kwam Jacobs nadien niet meer in actie voor de Venlose eerstedivisionist die hij in 2024 verliet. De rechtsback was hierna clubloos en trainde mee bij De Treffers. In februari 2025 maakte vierdedivisionist Wittenhorst bekend de selectie te versterken met de komst van Jacobs.

### Clubstatistieken
| 2022/23                                | VVV-Venlo | Eerste divisie | 2 | 0 | 0 | 0 | 0 | 0 | 2 | 0 |
| 2023/24                                | VVV-Venlo | Eerste divisie | 0 | 0 | 0 | 0 | — | — | 0 | 0 |
| Totaal                                 | Totaal    | Totaal         | 2 | 0 | 0 | 0 | 0 | 0 | 2 | 0 |
| Bijgewerkt tot en met 14 augustus 2023 |           |                |   |   |   |   |   |   |   |   |

## E-Sport
Jacobs is ook een begenadigd e-sporter. In januari 2021 was hij zeer productief in de Weekend League van het computerspel FIFA 21. Op de PlayStation wist hij alle dertig potjes die hij speelde te winnen. Dit leverde hem wereldwijd een 37e plaats op.